# Sénaillac-Latronquière
Sénaillac-Latronquière là một xã thuộc tỉnh Lot trong vùng Occitanie phía tây nam nước Pháp. Xã này nằm ở khu vực có độ cao trung bình 557 mét trên mực nước biển.